# Меленский, Андрей Иванович
Андрей Иванович Меленский (1766, Москва — 1 января 1833 года, Киев) — русский архитектор, первый главный архитектор Киева (июнь 1799—март 1829).

## Биография
Мастерство Меленского формировалось под влиянием Василия Баженова и Матвея Казакова. 
Первым опытом архитектурной работы стало участие в строительстве дворцов в Санкт-Петербурге под руководством Джакомо Кваренги.
Состоял губернским архитектором в Житомире с 1794 по 1799 год.
С 1799 года архитектор работал в Киеве. Его творчеству «поспособствовал» крупный пожар на Подоле 1811 года, так как именно после него Меленский руководил планом застройки Подола. На протяжении 30 лет он возглавлял губернскую чертёжную палату, принимал участие в составлении генерального плана Киева.
Проживал на Подоле рядом с церковью Николая Притиска, в доме по улице Хорива, 11/13.
Похоронен в Киеве на городском кладбище на горе Щекавица.

## Семья
Меленский был женат два раза. Первая жена Мариамна Григорьевна (1780-23.10.1806) умерла после родов. Вторая жена - дочь бригадира Ивана Лешкевича.
1 мая 1810 года «…46-летний вдовец Андрей Иванович Меленский и 27-летняя Пелагея Ивановна Лешкевич обвенчались в церкви Николы Притиска». 
Дети от первого брака: Александр (1798), Елизавета (7.5.1801), Мария (1804-1805) и близнецы Дмитрий и Мариамна (22.10.1806-5.4.1841). От брака с Лешкевич — Иван (24.1.1811) (в 1836 г. прапорщик в отставке), Феодосия (1812) (замужем за н.с. И.Ф.Федоровым), Александр (1814-1816), Анастасия (1815). Семья жила на Подоле, в собственной усадьбе Меленских, доставшейся Пелагее Ивановне по наследству от тетки Софии Романовны Артемьевой (Артемихи), племянницы митрополита Ростовского Димитрия (Туптало).

## Сооружения Меленского в Киеве
- Печерская синагога (1808)
- Старый театр
- Контрактовый дом
- Здание Дворянского собрания
- Памятник Магдебургскому праву
- Церковь Николая Доброго

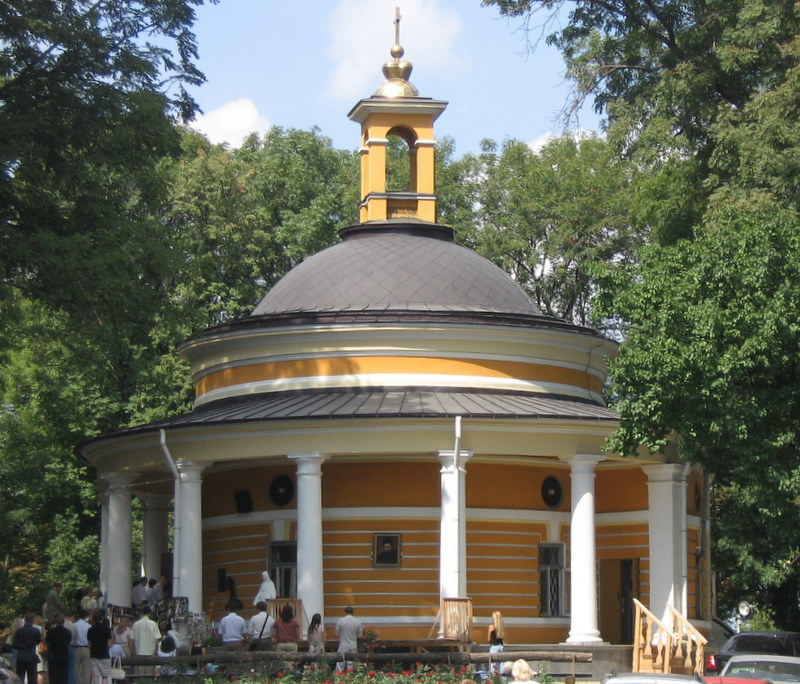
Церковь Святого Николая на Аскольдовой могиле (реконструкция конца XX века)

- Воскресенская церковь Флоровского монастыря
- Церковь Святого Николая на Аскольдовой могиле
- Церковь Рождества Христова на Подоле[7]
- Крестовоздвиженская церковь (Подол)
- Кельи и хозяйственные сооружения на территории Киево-Печерской лавры и Флоровского монастыря
- колокольня церкви Спаса на Берестове
- Дом Стрельбицкого (ул. Покровская, 5)
- Дом Мазепы (реконструкция после пожара 1811 года)